# Misau
Misau, ook wel als Missau of Messau gespeld, is een stad, local government area en emiraat in Nigeria.
Misau ligt in de staat Bauchi.
De meeste inwoners van Misau, hoofdzakelijk Fulbe en Hausa, leven van veeteelt en het verbouwen van gierst, sorghum, pinda's, katoen, cowpeas en indigo. Het weven en verven van katoen is een belangrijke lokale activiteit.

## Geschiedenis
Misau, oorspronkelijk bewoond door de Hausa, werd in 1827 veroverd door de emirs Yakubu van Bauchi en Dan Kauwa van Katagum. Het geschil tussen beide emirs, dat op de verovering volgde, leidde ertoe dat de sultan van Sokoto de stad en het omringend gebied in 1831 onder de jurisdictie van Mamman Manga plaatste. Mamman Manga wordt gezien als de stichter het Emiraat Misau.
Tijdens de regering van Ahmadu (1833-1850) werd een stadsmuur gebouwd. De militaire prestaties van Emir Sale, die regeerde van 1860 tot 1886, leidden tot een vergroting van het emiraat. De tweede emir Ahmadu (1900-1903) moest voor de Britten vluchten. De Britten voegden het emiraat aanvankelijk in 1904 bij Katagum, maar herstelden in 1907 Misaus onafhankelijkheid als afzonderlijk emiraat van de provincie Kano. Het emiraat met een oppervlakte van 1,847 km2 werd in 1927 bij de provincie Bauchi gevoegd. De emir, nu een traditionele en godsdienstige leider, behield de historische titel sarkin Bornu ta gabas (koning van oostelijk Bornu).